# Friedrich Michelis

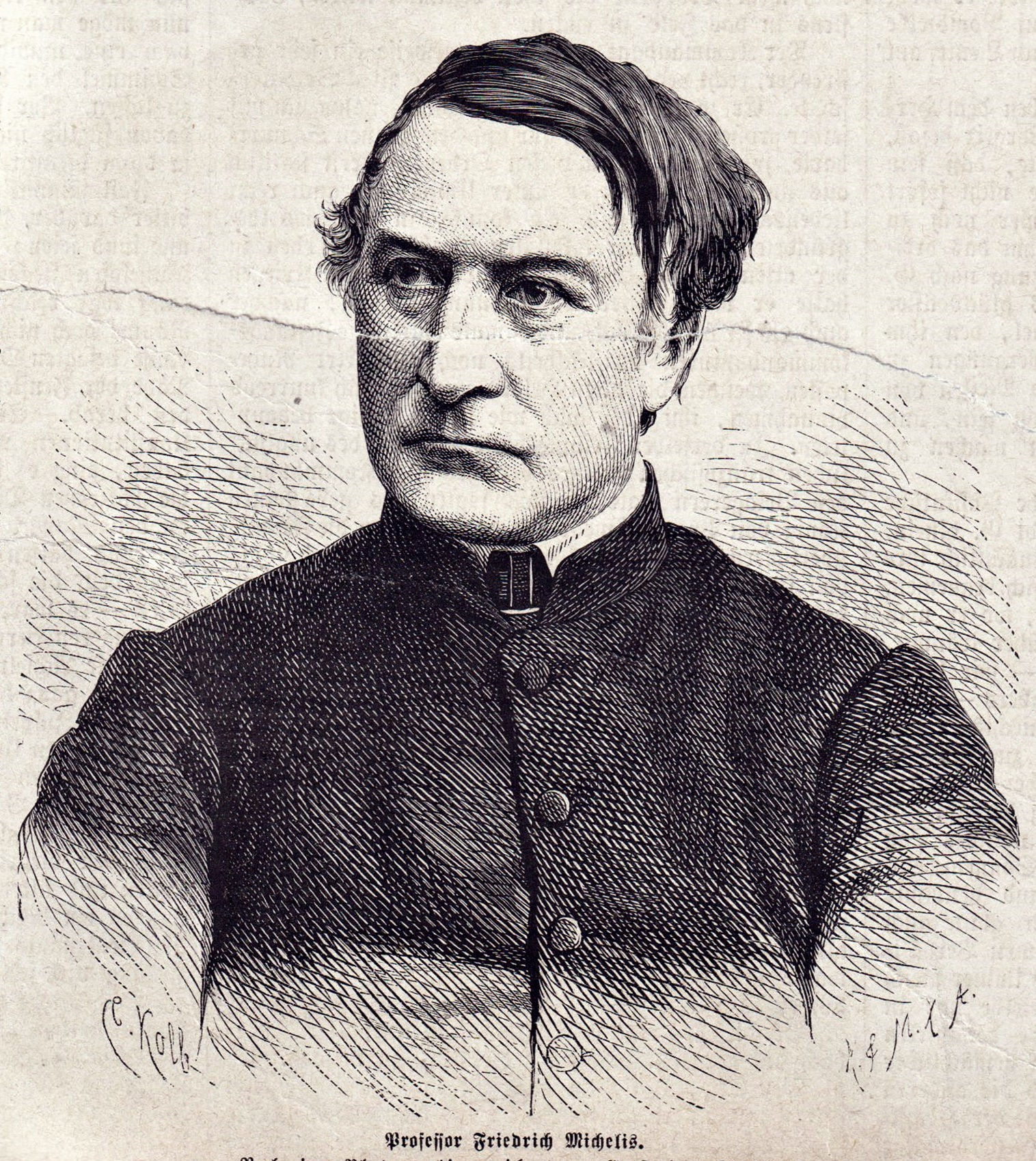
Friedrich Michelis

Friedrich Bernhard Ferdinand Michelis (* 27. Juli 1815 in Münster; † 28. Mai 1886 in Freiburg im Breisgau) war ein deutscher Philosoph und katholischer Theologe sowie Mitglied des Konstituierenden Reichstags des Norddeutschen Bundes. Nach dem Ersten Vatikanischen Konzil schloss er sich dem Alt-Katholizismus an.

## Leben
Friedrich Michelis ist der Bruder von Eduard Michelis. Er besuchte das Gymnasium in Münster von 1827 bis 1834. Er studierte anschließend Philosophie und Katholische Theologie in Münster und wurde 1838 zum Priester geweiht. Seit 1849 war er Kaplan und Religionslehrer in Duisburg. 1849 promovierte er zum Dr. phil. in Bonn. Von 1849 bis 1854 war er Professor für Geschichte und Philosophie an der Theologischen Fakultät Paderborn. Nachdem er vom Bischof von Münster zum Direktor des Collegium Borromaeum in Münster berufen worden war, kam es zum vollständigen Bruch mit der bischöflichen Behörde. Von 1855 bis 1864 war er Pfarrer in Albachten bei Münster.
1864 wurde er Professor der Philosophie am Lyceum Hosianum in Braunsberg in Ostpreußen. Als Anhänger des Alt-Katholizismus wurde ihm allerdings die weitere Tätigkeit am Lyzeum vom Bischof der Diözese untersagt. Schließlich wurde er 1870 als einer der Hauptwortführer der Altkatholiken exkommuniziert. Später war er Reiseprediger und kurzzeitig Pfarrer der Gemeinde der Alt-Katholiken in Konstanz und 1875 bis zu seinem Tod in Freiburg im Breisgau. In Vorträgen und Schriften wandte er sich in den 1850er Jahren zunächst gegen den naturwissenschaftlichen Materialismus und später gegen den Darwinismus.
Von 1866 bis 1867 war er Mitglied des Preußischen Abgeordnetenhauses für den Wahlkreis Allenstein–Rößel. 1867 war er außerdem Mitglied des Konstituierenden Reichstags des Norddeutschen Bundes für den Wahlkreis Düsseldorf 9 (Kempen). Im Reichstag blieb er fraktionslos. Nach einem Konflikt mit dem Reichstagspräsidenten trat er am 21. März 1867 spontan von seinem Mandat zurück.

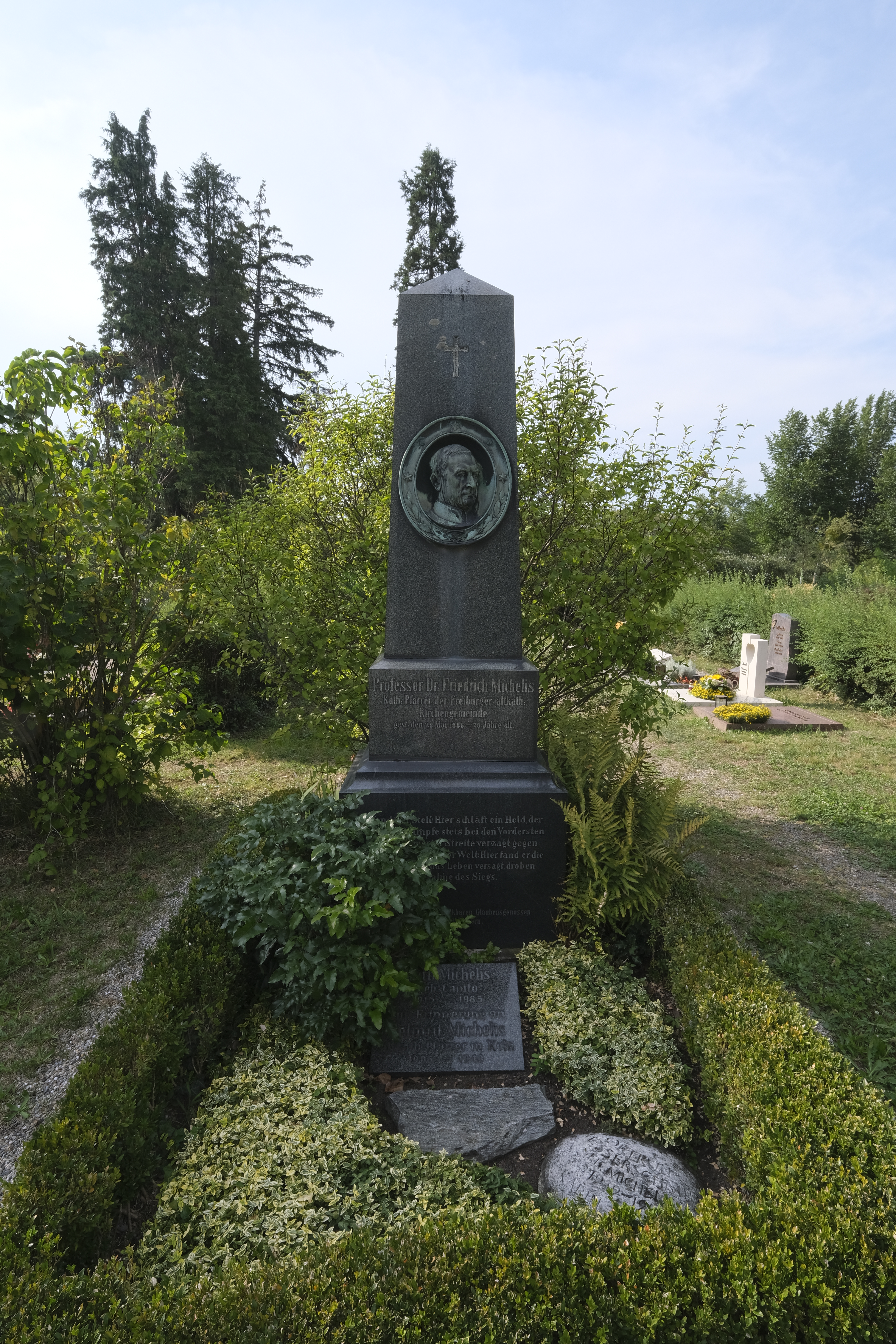
Grab auf dem Hauptfriedhof Freiburg

Sein Grab befindet sich auf dem Hauptfriedhof Freiburg im Breisgau. Die Bronzefigur darauf wurde von Friedrich Moest geschaffen, der Unterbau von Karl Andelfinger.

## Publikationen
- Der kirchliche Standpunkt der Naturforschung. Theissing, Münster 1855.
- Der Materialismus als Köhlerglaube. Theissing, Münster 1856.
- Die Philosophie Platons in ihrer inneren Beziehung zur geoffenbarten Wahrheit. Kritisch aus den Quellen dargestellt. 2 Bde., Aschendorff, Münster 1858, 1860.
- Renan’s Roman vom Leben Jesu. Eine deutsche Antwort auf die französische Blasphemie. 2., veränd. Auflage. Brunn, Münster 1864.
- Preußen’s Beruf für Deutschland und die Weltgeschichte. Ein freies Wort zur rechten Zeit. Schöningh, Paderborn 1863.
- De Aristotele Plantonis in idearum doctrina adversario. Commentatio critica. Huye, Braunsberg 1864.
- Anti-Darwinische Beobachtungen. Neusser, Bonn 1877.
- Die Philosophie des Bewusstseins. Neusser, Bonn 1877.
- Haeckelogonie. Ein akademischer Protest. 2. Auflage. Neusser, Bonn 1876.
- Hobelspäne. Gedichte mit geharnischtem Vorworte. Diemer, Mainz 1885.
- Natur und Offenbarung. Organ zur Vermittelung zwischen Naturforschung und Glauben für Gebildete aller Stände. Aschendorff, Münster 1855ff. Mitbegründer und Herausgeber bis 1867; Beiträge bis 1869.